# Cyanoptila
Cyanoptila es un género de aves paseriformes perteneciente a la familia Muscicapidae. Sus dos especies habitan en Asia oriental.

## Especies
El género contiene las siguientes especies:
- Cyanoptila cyanomelana - papamoscas azul;
- Cyanoptila cumatilis - papamoscas de Manchuria.